# Шкурин Ігор Вікторович
Ігор Вікторович Шкурин (нар. 21 травня 1956, о. Шпіцберген) — радянський, український актор, режисер. Член Національної спілки кінематографістів України.

## Біографія
Народився 21 травня 1956 року на о. Шпіцберген у родині кінорежисера В. Г. Шкурина.
Закінчив Київський державний інститут театрального мистецтва ім. І. Карпенка-Карого (1977).

## Фільмографія
Знявся у фільмах:
- «Випадкова адреса» (1972, Женька Мишута)
- «Якщо ти підеш…» (1978, Гоша),
- «Біла тінь» (1979, Юлій),
- «Платон мені друг» (1980, Андрій),
- «Така пізня, така тепла осінь» (1981),
- «Легенда про княгиню Ольгу» (1983),
- «Фантастична історія» (1988),
- «Світла особистість» (1988, епіз.),
- «Зірка шерифа» (1991)
- «Гвардія» (2014, телесеріал) та ін.

Автор сценарію і режисер фільму «Київцентраеро» (1997).